# زبیگنیف بروتکا
زبیگنیف مارچین بروتکا (لهستانی: Zbigniew Marcin Bródka؛ تلفظ لهستانی: [ˈzbiɡɲɛf ˈbrutka]؛ زادهٔ ۸ اکتبر ۱۹۸۴) یک اسکیت‌باز سرعتی اهل لهستان است.
او قهرمان رقابت‌های ۱۵۰۰ متر مردان در بازی‌های المپیک زمستانی ۲۰۱۴ است و شغل اصلی‌اش، مأمور آتش‌نشانی در شهر وویچ است.